# Gäddsjön (Nora socken, Uppland)
Gäddsjön är en sjö i Heby kommun i Uppland och ingår i Dalälvens huvudavrinningsområde. Sjön har en area på 0,106 kvadratkilometer och ligger 58 meter över havet. Sjön avvattnas av vattendraget Andersboån.
Gäddsjön omtalas första gången indirekt 1312, då byn Gäddsjö, belägen vid sjön och namngiven efter densamma upptas i markgäldsförteckningen.

## Delavrinningsområde
Gäddsjön ingår i det delavrinningsområde (667333-156258) som SMHI kallar för Utloppet av Gäddsjön. Medelhöjden är 65 meter över havet och ytan är 2,87 kvadratkilometer. Det finns inga avrinningsområden uppströms utan avrinningsområdet är högsta punkten. Andersboån som avvattnar avrinningsområdet har biflödesordning 2, vilket innebär att vattnet flödar genom totalt 2 vattendrag innan det når havet efter 92 kilometer. Avrinningsområdet består mestadels av skog (37 procent) och jordbruk (26 procent). Avrinningsområdet har 0,11 kvadratkilometer vattenytor vilket ger det en sjöprocent på 3,7 procent. Bebyggelsen i området täcker en yta av 0,51 kvadratkilometer eller 18 procent av avrinningsområdet.